# JFFS2
JFFS2 (Journaling Flash File System version 2; с англ. — «Журналируемая файловая система версии 2») — структурированная файловая система, используемая в устройствах флеш-памяти. Является наследником JFFS. JFFS2 был включён в ядро Linux, начиная с версии 2.4.10 от 23 сентября 2001 года. JFFS2 также поддерживает несколько загрузчиков операционной системы, таких как Das U-Boot, Open Firmware, eCos RTOS и RedBoot. Также JFFS2 используется в OpenWrt.
По меньшей мере три файловых системы были разработаны в качестве замены JFFS2: LogFS, UBIFS и YAFFS.

## Возможности
В JFFS2 введено:
- Поддержка устройств nand флеш-памяти.
- Жёсткие ссылки. Ранее они были невозможны из-за ограничений дискового формата.
- Сжатие. Доступны следующие алгоритмы сжатия: zlib, rubin, rtime, LZO.
- Улучшенная производительность. JFFS рассматривает диск как журнал. Это позволяет отлично справляться с ненужными операциями ввода-вывода. В JFFS2 алгоритм сборки мусора стал по большей части ненужным.